# 叠加态
叠加态，或称叠加状态（superposition state），是指一个量子系统的几个量子态归一化线性组合后得到的状态。

## 简单理解
何謂疊加態，用幼稚園都懂的簡單舉例，例如有人把一隻貓放在一個盒子中，現在想知道貓在盒子中到底是死是活，要打開盒子才會知道，打開盒子後，貓到會是死或活，永遠沒有固定答案，這一次打開可能是活，下一次打開可能是死，答案永遠不同，但兩種答案都對，也就是你永遠不會知道答案是哪一個，這就是疊加態。

## 物理意义
当我们进行单个电子的双缝干涉实验时，两条狭缝上都留下了这个电子干涉过的条纹。一旦我们用专门的仪器观察电子进行，干涉条纹便消失了。对此的解释是这样的：当我们不进行观察时，电子具有波动性，因此能弥散开来，留下条纹；一旦我们展开观察，就有一个光子撞击了这个电子，这个电子便具有了确定的位置，呈现出粒子性，直线传播而无法干涉这两条狭缝。在不观察时，由于电子没有确定的位置，电子便是在各种位置的叠加状态，而人的观察使得这个电子退出了叠加状态。
量子力学认为微观事物的运动和状态均是不确定的，如果将其推广到宏观世界上来，那么，即将掷出的骰子、犹豫不决的人、风暴的移动方向等各种不确定的事物均可以被认为是处在多种状态的叠加状态。在平行宇宙理论中，一个处在叠加状态的物质可以分裂，不同的状态发生在不同的宇宙之中。